# Magia (canción de Kalafina)
«Magia» es el noveno sencillo de la banda japonesa Kalafina. Salió al mercado el 16 de febrero de 2011. Todas las canciones están escritas y compuestas por Yuki Kajiura.
La canción titular es el tema de cierre de la serie de anime Puella Magi Madoka Magica.

## Lista de canciones

### Edición regular/limitada
1. Magia - 5:09
  - Tema de cierre del anime "Puella Magi Madoka Magica"[1][2]
2. snow falling - 4:38
  - Tema de cierre de la película de anime "Gekijō-ban Kara no Kyoukai Shūshō: Kara no Kyoukai"
3. Magia (instrumental) - 5:09

### Versión anime
1. Magia - 5:09
2. Magia (magic mix) - 3:04
3. Magia (TV Version) - 1:30
4. Magia (instrumental) - 5:09

### DVD
El DVD solo está incluido en la versión limitada.
1. Magia (Music Clip)

## Posicionamiento
|        | Posición | Ventas | Tiempo en las listas |
| ------ | -------- | ------ | -------------------- |
| Oricon | #7       | 40 761 | 16 semanas           |